# Koburkové
Koburkové, nebo Sasko-Kobursko-Goth(aj)ští, respektive sasko-kobursko-goth(aj)ská dynastie, nebo také dynastie Sachsen-Coburg und Gotha (německy Haus Sachsen-Coburg-Gotha, anglicky House of Saxe-Coburg-Gotha), je původně německá panovnická dynastie.

## Historie
Dynastie nese jméno podle malého zaniklého německého (durynského) vévodství Sasko-Coburg-Gotha. Dynastie Sasko-Coburg-Gotha je větev silné panovnické dynastie Wettinů, která pochází ze Saska. Sasko-kobursko-gothajská dynastie vládla postupně v těchto zemích: Sasko-kobursko-gothajské vévodství, Belgii, Bulharsku, Portugalsku, Spojeném království a zemích Commonwealthu. V současnosti je koburská dynastie reálně panujícím rodem v Belgii, a dále také pod jménem Windsor (které přijal Jiří V. 17. července 1917) ve Spojeném království a zemích Commonwealthu. 
Na Slovensku držel rod panství Jelšava, též panství Felsőbalog (Vyšný Blh, nyní Veľký Blh), které sestávalo z hospodářských správ: Balok, Sv. Anton a lesních správ: Polomka, Šumiac, Мuraň, Velká Revúca, Balok, Sv. Antol, Csabrag (Čabradský Vrbovok), Hrabušice, Erdelény s celkovou výměrou 79 714 ha. Na obě panství dosadilo ministerstvo zemědělství v Praze v roce 1919 vnucenou správu a zařadilo do pozemkové reformy.
Současnou vládnoucí hlavou dynastie je Andreas Sasko-Cobursko-Gothajský. V současnosti panujícím členem rodu je belgický král Filip.

## Původ rodu
Rod Sachsen-Coburg und Gotha pochází z velké a mocné saské dynastie Wettinů a jméno nese podle malého zaniklého německého (durynského) vévodství Sasko-Coburg-Gotha, které vzniklo v roce 1826. Prvním vévodou se stal zakladatel dynastie Ernest I. Sasko-Cobursko-Saalfeldský, později (Ernest I. Sasko-Cobursko-Gothajský).
A právě z vévodství Sachsen-Coburg-Gotha pochází nejvýznamnější větev rodu Wettinů, dynastie Sasko-Koburská a Gothajská (původně Sasko-Kobursko-Saalfeldská). Až do počátku 19. století byla tato větev rodu Wettinů prakticky nejméně významnou větví rodu a vládla jen velmi malému státečku Sasko-Coburg-Gotha. Avšak účelnou sňatkovou politikou se stala nejmocnějším panovnickým rodem Evropy a zároveň i celého světa.

## Obsazování trůnů a vzestup rodu
Zde jsou podle letopočtů seřazeni členové dynastie Sachsen-Coburg-Gotha, tak jak získávali evropské trůny:
- 1831 – Leopold Sasko-Kobursko-Gothajský se stal belgickým králém jako Leopold I. Belgický
- 1837 – Ferdinand August Sasko-Kobursko-Gothajský se stal portugalským králem Ferdinandem II. a spoluvládcem své ženy královny Marie II.
- 1840 – princ Albert Sasko-Kobursko-Gothajský se oženil s britskou královnou Viktorií
- 1887 – Ferdinand Sasko-Kobursko-Gothajský se stal bulharským knížetem Ferdinandem I. a v roce 1908 carem (králem)
- 1901 – syn prince Alberta Sasko-Koburského a královny Viktorie se stal britským králem jako Eduard VII. (a v roce 1917 britský král Jiří V., syn Eduarda VII., změnil název britské linie rodu na Windsor)

### Belgičtí králové
Poté, co 4. října 1830 Belgie vyhlásila nezávislost na Spojeném království Nizozemském, ustanovilo nové belgické národní shromáždění monarchii (království) a z několika kandidátů pak vybralo prince Leopolda Jiřího Kristiána Fridricha z rodu Wettinů resp. Sachsen-Coburg-Gotha. Leopold který roku 1825 odmítl nabídku stát se řeckým králem, v roce 1831 přijal nabídku belgického zákonodárného shromáždění, jímž byl zvolen 152 hlasy ze 196, aby se stal belgickým králem. Stal se prvním belgickým králem a jeho potomstvo vládne Belgii dodnes.
- Leopold I. – (1831–1865)
- Leopold II. – (1865–1909)
- Albert I. – (1909–1934)
- Leopold III. – (1934–1951), abdikoval, zemřel v roce 1983
- Baudouin I. – (1951–1993)
- Albert II. – (1993–2013), abdikoval
- Filip – (od 2013)

### Portugalští králové
Roku 1836 se princ Ferdinand Sasko-Kobursko-Gothajský oženil s portugalskou královnou Marií II. a stal se tak portugalským králem Ferdinandem II. Tím vznikly dynastie (spíše větev rodu Wettinů) nesoucí název Braganza-Wettin (nebo Braganza-Sasko-Coburg-Gotha). Po nich vládli Portugalsku jejich synové Petr V. a Ludvík I., vnuk Karel I. a pravnuk Manuel II. Wettinové vládli v Portugalsku až do roku 1910, kdy Portugalsko vyhlásilo revoluční republiku.
- Ferdinand II. – (1836–1853)
- Petr V. – (1853–1861), jeho syn
- Ludvík I. – (1861–1889), jeho bratr
- Karel I. – (1889–1908), jeho syn
- Emanuel II. – (1908–1910), jeho syn, vyhnán revolucí

Titulární králové Portugalska:
- Manuel II. – (1910–1932)

### Britští králové
Belgický král Leopold I. nezahálel a roku 1840 vystrojil svatbu své neteři královně Viktorii a zároveň svému synovci princi Albertovi Sasko-Kobursko-Gothajskému. Jejich syn Eduard VII., vnuk Jiří V., pravnuci Eduard VIII. a Jiří VI. a prapravnučka Alžběta II. se po nich stali panovníky Velké Británie. Jejich vnuk král Jiří V. se za první světové války vzdal za celou britskou linii rodu všech německých titulů a přejmenoval ji na Windsorskou dynastii.
- Eduard VII. – (1901–1910)
- Jiří V. – (1910–1936), v roce 1917 přejmenoval dynastii na Windsorskou
- Eduard VIII. – (1936), abdikoval
- Jiří VI. (1936–1952)
- Alžběta II. – (1952–2022)

### Bulharští carové
V roce 1887 princ Ferdinand Sasko-Cobursko-Gothajský přijímá Bulhary nabídnutou knížecí korunu a stává se bulharským knížetem Ferdinandem I. V roce 1908 je prohlášen bulharským carem (či carem Bulharů). Ferdinand vždy tvrdil, že Bulharsko je pro něj malou zemí na to, aby v ní mohl uskutečnit své plány a stále věřil, že bude vládnout větší zemi, jako bylo tou dobou například Rusko, Německo, Anglie nebo Osmanská říše. Car Ferdinand svou vládu skončil v roce 1918 po podpisu abdikace se slovy: „Přišel jsem sem, abych tu zůstal (až do smrti).“ To se mu však nepodařilo, což ho znepokojovalo až do jeho smrti v roce 1948. Po něm vládli v Bulharsku jeho syn Boris III. a po něm jeho vnuk Simeon II., který byl ale malý, a tak za něj vládli regenti. Car Ferdinand I. zažil konec bulharské monarchie v roce 1946. Jeho vnuk car Simeon II. se ale v letech 2001–2005 stal bulharským premiérem.
- Ferdinand I. – (1887–1918), abdikoval, zemřel v roce 1948
- Boris III. – (1918–1943)
- Simeon II. – (1943–1946), vládli za něj regenti

Titulární carové Bulharska:
- Simeon II. – (od 1946)

## Rozsah vlády

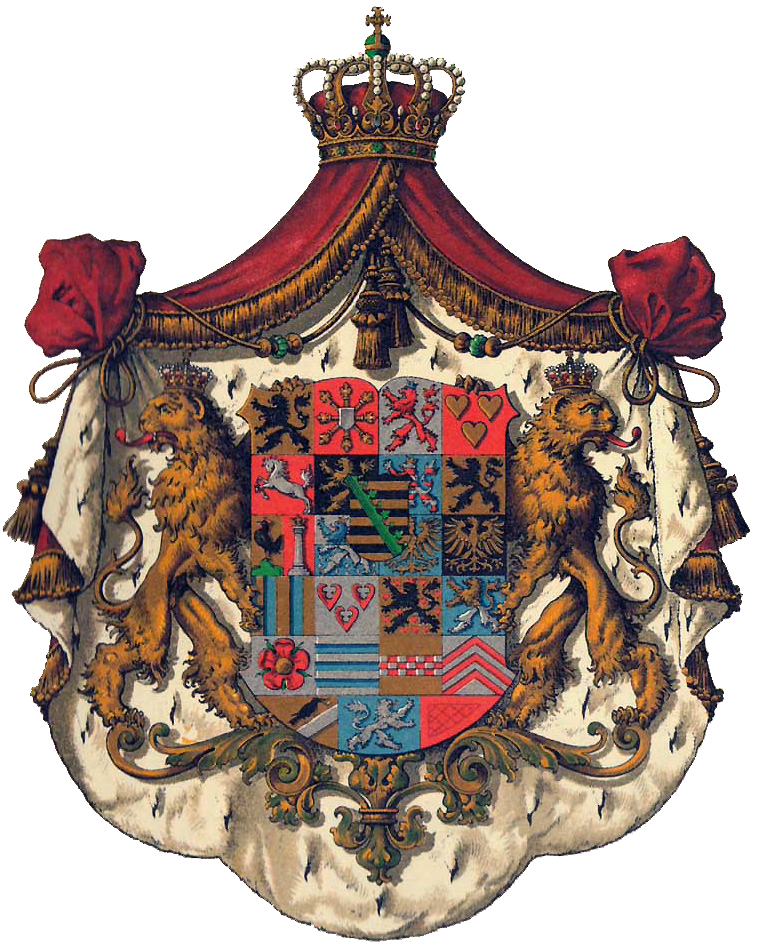
Velký znak vévodství Sasko-Coburg-Gotha

### Ovládaná území na počátku20. století
- králové v:
  - Belgie
  - Bulharska (carové)
  - Portugalsko
  - Spojené království Velké Británie a Irska
    - a britských dominií

- vévodové v:
  - Sasko-Coburg-Gotha

Na počátku 20. století tak byla dynastie Wettinů, díky její linii, z vévodství Sachsen-Coburg und Gotha nejmocnější dynastií na světě.

### Ovládaná území na počátku21. století
- Belgie
- Spojené království
  - Země Commonwealth Realm

## Rodokmen
- vévoda František Sasko-Kobursko-Saalfeldský (1784–1844)
  -  vévoda Arnošt I. Sasko-Kobursko-Gothajský (1784–1844)
    -  vévoda Arnošt II. Sasko-Kobursko-Gothajský (1818–1893
    - Albert Sasko-Kobursko-Gothajský (1819–1861)
      - Viktorie Sasko-Koburská (1840–1901)
      -  Eduard VII. (1841–1910), král Velké Británie a Irska
        -  JV král Jiří V. (1865–1936)
          -  Eduard VIII. (1894–1972)
          -  JV král Jiří VI. (1895–1952)
            -  JV královna Alžběta II. (1926 -2022) ∞ Princ Philip, vévoda z Edinburghu (1921–2021)
              -  JV král Karel III. (* 1948)
                - William, princ z Walesu (* 1982)
                - Princ Harry, vévoda ze Sussexu (* 1984)

            -  Princezna Margaret, hraběnka ze Snowdonu (1930–2002)

          - Královská princezna Marie, hraběnka z Harewoodu (1897–1965)
          - Princ Henry, vévoda z Gloucesteru (1900–1974)
            - Princ William z Gloucesteru (1941–1972)
            -  Princ Richard, vévoda z Gloucesteru (* 1944)
              - Alexander Windsor. hrabě z Ulsteru (* 1974)
                - Xan Windsor, Lord Culloden (* 2007)
                -  Lady Cosima Windsor (* 2010)

              - Lady Davina Lewis (* 1977)
              -  Lady Rose Gilman (* 1980)

          - Princ Jiří, vévoda z Kentu (1902–1942)
            - Princ Edvard, vévoda z Kentu (* 1935)
              - George Windsor, hrabě ze St. Andrews (* 1962)
                - Edward Windsor, Lord Downpatrick (* 1988)
                - Lady Marina Charlotte Windsor (* 1992)
                -  Lady Amelia Windsor (* 1995)

              - Lord Nicholas Windsor (* 1970)
                - Albert Windsor (* 2007)
                - Leopold Windsor (* 2009)
                -  Louis Windsor (* 2014)

              -  Lady Helen Taylor (* 1964)

            - Princ Michael z Kentu (* 1942)
              - Lord Frederick Windsor (* 1979)
                - Maud Windsor (* 2013)
                -  Isabella Windsor (* 2016)

              -  Lady Gabriella Windsor (* 1981)

            -  Princezna Alexandra, ctihodná lady Ogilvy (* 1936)

          - Princ Jan (1905–1919)

      -  vévoda Alfréd Sasko-Kobursko-Gothajský (1844–1900), vévoda z Edinburghu
        - Alfréd Sasko-Koburský (1874–1899)
        - Marie Alexandra Viktorie (1875–1938), rumunská královna
        - Viktorie Melita Sasko-Koburská (1876–1936)
        - Alexandra Luisa Olga Viktorie (1878–1942)
        - Beatrix Leopoldina Viktorie (1884–1966)

      - Alice Sasko-Koburská (1843–1878)
      - Helena Britská (1846–1923)
      - Luisa Sasko-Koburská (1848–1939)
      - Artur Sasko-Koburský (1850–1942), vévoda z Connaughtu a Strathearnu
        - Margareta z Connaughtu (1882–1920)
        - Artur z Connaughtu (1883–1938)
          - Alastair Windsor (1914–1943)

        -  Patricie z Connaughtu (1886–1974)

      - Jkv princ Leopold, vévoda z Albany (1853–1884)
        - Alice, hraběnka z Athlone (1883–1981)
        -  vévoda Karel Eduard Sasko-Kobursko-Gothajský (1884–1954)
          - Jan Leopold Sasko-Kobursko-Gothajský (1906–1972)
            - Ernst Leopold Sasko-Kobursko-Gothajský (1935–1996)
              - Hubertus Sasko-Kobursko-Gothajský (*1961)
                -  Sebastián Sasko-Kobursko-Gothajský (*1994)

              - Ernst Josiáš Sasko-Kobursko-Gothajský (1965–2009)
              - Karel Eduard Sasko-Kobursko-Gothajský (*1966)
              -  Ferdinand-Christian Sasko-Kobursko-Gothajský (*1968)

            -  Petr Sasko-Kobursko-Gothajský (*1939)
              -  Petr Karel Sasko-Kobursko-Gothajský (*1964)
              - Malte Sasko-Kobursko-Gothajský (*1966)
                -  Albert Nicolas Sasko-Kobursko-Gothajský (*2011)

          - Sibyla Sasko-Kobursko-Gothajská (1908–1972)
          - Hubertus Sasko-Kobursko-Gothajský (1909–1943)
          - Karolína Sasko-Kobursko-Gothajská (1912–1983)
          -  Jkv princ Fridrich Josiáš Sasko-Kobursko-Gothajský (1918–1998)
            - Jkv princ Andreas Sasko-Kobursko-Gothajský (*1943), hlava rodu
              - (1) Jkv princ Hubertus Sasko-Kobursko-Gothajský (*1975)
                - (2) Jkv princ Filip Sasko-Kobursko-Gothajský (*2015)

              -  (3) Jkv princ Alexandr Sasko-Kobursko-Gothajský (*1977)

            -  Jkv princ Adrian (1955–2011)
              - Simon Coburg (*1985)
              -  Daniel Coburg (*1988)

      - Beatrix Sasko-Koburská (1857–1944)

  - Ferdinand Sasko-Kobursko-Gothajský (1785–1851) ∞ Maria Antonia Koháry de Csábrág
    - Ferdinand II. Portugalský (1816–1885)
      -  Petr V. Portugalský (1837–1861), král Portugalska
      -  Ludvík I. Portugalský (1838–1889), král Portugalska
        -  Karel I. Portugalský (1863–1908), král Portugalska
          - Ludvík Filip Portugalský (1887–1908)
          - Manuel II. Portugalský (1889–1932), král Portugalska

        - Alfonso Portugalský (1865–1920)

      - Marie Anna Portugalská (1843–1884)
      - Antonie Portugalská (1845–1913)

    - August (1818–1881)
      - Ferdinand Filip (1844–1921)
      - Ludvík August (1845–1907)
      - Klotylda (1846–1927)
      - Amálie (1848–1894)
      -  car Ferdinand I. Bulharský (1818–1881)
        -  car Boris III. (1894–1943)
          - Marie Luisa Bulharská (*1933)
          -  car Simeon II. (*1937)
            - Kardam Bulharský (1962–2015)
              - Boris Bulharský (*1997)
              - Beltrán Bulharský (*1999)

            - Kyril Bulharský (*1964)
              - Mafalda-Cecilia Preslavska (*1994)
              - Olimpia Preslavska (*1995)
              - Tassilo Preslavski (*2002)

            - Kubrat Bulharský (*1965)
              - Mirko (*1995)
              - Lukás (*1997)
              - Tirso (*2002)

            - Konstantin-Assen Bulharský (*1967)
              - Umberto (*1999)
              - Sofia (*1999)

            - Kalina Bulharská (*1972)

        - Kyrill Bulharský (1895–1945)
        - Eudoxia Augusta (1898–1985)
        - Naděžda Klementina (1899–1958)

    - Viktorie (1822–1857)
    - Leopold (1824–1884)

  -  Leopold I. Belgický (1790–1865)
    -  Leopold II. Belgický (1835–1909)
      - Luisa (1858–1924) ∞ 1875 Filip Sasko-Kobursko-Gothajský
      - Leopold (1859–1869)
      - Stephanie (1864–1945) ∞ Rudolf Habsburský
      -  Clementine (1872–1955)

    - Filip Belgický, hrabě flanderský (1837–1905)
      - Baudouin (1869–1891)
      - Henrietta (1870–1948)
      - Josefína Marie (1870–1871)
      - Josefína Karolína (1872–1958)
      -  Albert I. Belgický (1875–1934)
        -  Leopold III. Belgický (1901–1983)
          - Josefína Šarlota Belgická (1927–2005)
          -  Baudouin I. Belgický (1930–1993)
          -  Albert II. Belgický (*1934)
            -  JV král Filip I. Belgický (*1960)
              - JKV Elisabeth, vévodkyně brabantská (*2001)
              - JKV princ Gabriel Belgický (*2003)
              - JKV princ Emmanuel Belgický (*2005)
              -  JKV princezna Eléonore Belgická (*2008)

            - JC&KV arcivévodkyně Astrid Belgická (*1962)
            -  JKV princ Laurent Belgický (*1963)
              - JKV princezna Louisa Belgická (*2004)
              - JKV princ Nicolas Belgický (*2005)
              -  JKV princ Aymeric Belgický (*2005)

          - Alexandre Belgický (1942–2009)
          - Marie-Christina Belgická (*1951)
          - Marie-Esméralda Belgická (*1956)

        - Karel Belgický (1903–1983)
        - Marie Josefa (1906–2001)

    - Charlotta Belgická (1840-1927)